# همگن و ناهمگن

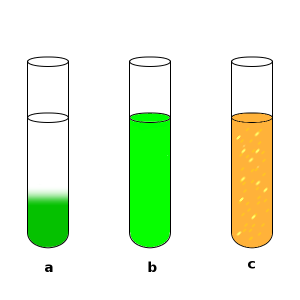
همگنی و ناهمگونی؛ فقط «b» همگن است

همگن و ناهمگن یا همگنی و ناهمگنی (به انگلیسی: Homogeneity and heterogeneity)، مفهوم‌هایی هستند که اغلب در علوم و آمار مربوط به یکنواختی یک ماده یا جاندار زنده استفاده می‌شوند. ماده یا تصویری که همگن است از نظر ترکیب یا ویژگی یکنواخت است (به عنوان مثال رنگ، شکل، اندازه، وزن، قد، پراکنش، بافت، زبان، درآمد، بیماری، دما، رادیواکتیویته، طراحی معماری، و دیگر). در ناهمگن حداقل در یکی از این کیفیت‌ها به‌طور مشخص نایکنواخت است.